# Спурій Лукрецій Триципітін
Спурій Лукрецій Триципітін (*? — † 509 рік до н. е.) — політичний діяч кінця царського Риму й початку Римської республіки. Батько Лукреції.

## Життєпис
Походив із патриціанського роду Лукреціїв. Син Тіта Лукреція Триципітіна. За царя Луція Тарквінія Гордого став сенатором. Цар йому сильно довіряв. На час відсутності Тарквінія, який вирушив на війну проти Ардеї, Триципітіна було призначено префектом міста. Останній зберіг цю посаду навіть після повалення царя. В процесі встановлення нових республіканських інституцій відігравав важливу роль. Як авторитетну постать сенат обрав Триципітіна у 509 році до н. е. інтеррексом для проведення перших виборів консулів республіки. А згодом після загибелі Луція Брута наприкінці 509 року до н. е., Спурій Лукрецій став консулом-суфектом. Втім через декілька днів помер.

## Родина
Діти:
- Лукреція, дружина Луція Тарквінія Коллатіна, консула 509 року до н. е.